# Rawson
Pour les articles homonymes, voir Rawson (homonymie).

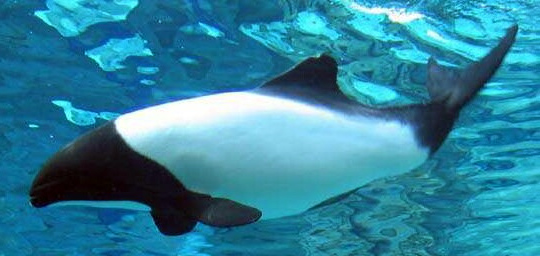
Dauphin de Commerson.

Rawson est une ville d'Argentine, la capitale de la province de Chubut et le chef-lieu du département de Rawson. Elle est située à 1 128 km au sud-ouest de Buenos Aires.

## Population
Le recensement de 2001 relevait une population de 26 183 habitants.
 
Selon les déclarations du gouverneur Mario Das Neves, basées sur des estimations non officielles, en juillet 2008, Rawson avait augmenté sa population de 36 % au cours des années 2001-2008.

## Géographie

### Climat
Rawson a un climat désertique froid (BWk d'après la classification de Köppen) avec des étés chauds et des hivers doux et peu de précipitations en une année.
| Mois                   | jan.     | fév.     | mars     | avril    | mai     | juin     | jui.     | août     | sep.    | oct.    | nov.    | déc.     | année    |
| ---------------------- | -------- | -------- | -------- | -------- | ------- | -------- | -------- | -------- | ------- | ------- | ------- | -------- | -------- |
| T. min. moy.           | 14,4     | 13,4     | 10,5     | 7,1      | 3,9     | 1,5      | 0,9      | 1,8      | 4,1     | 7,5     | 10,3    | 12,7     | 7,3      |
| T. moy. (°C)           | 21,7     | 20,6     | 17,1     | 13,1     | 9,1     | 6,3      | 5,9      | 7,6      | 10,1    | 13,8    | 18      | 20,3     | 13,6     |
| T. max. moy.           | 29,3     | 28,5     | 24,6     | 20,3     | 15,7    | 12,1     | 12,3     | 14,6     | 17,6    | 20,9    | 25,7    | 27,9     | 20,8     |
| Rec. de fr. date       | 3 2005   | 1 1994   | −2 1982  | −3 2012  | −8 1993 | −12 2002 | −11 1995 | −10 1997 | −7 2001 | −6 1980 | −1 2002 | 0 2001   | −12 2002 |
| Rec. de ch. date       | 40 1993  | 40 2004  | 39 2003  | 35 1998  | 31 2010 | 26 1996  | 25 1998  | 30 1973  | 33 1996 | 36 1975 | 38 1979 | 40 1983  | 40 1993  |
| Ensol. (h)             | 310      | 271      | 260      | 198      | 155     | 135      | 136      | 174      | 195     | 245     | 285     | 295      | 2 650    |
| Rec. de v. (km/h) date | 55 1976  | 62 1982  | 55 1996  | 60 1996  | 64 1985 | 59 1986  | 58 1990  | 55 1988  | 58 1979 | 69 1982 | 62 2002 | 60 1995  | 69 1982  |
| Préc. (mm)             | 13,9     | 11,3     | 21,4     | 28,3     | 21,6    | 23,4     | 20,9     | 13,5     | 12,5    | 20,9    | 10,1    | 12,3     | 210,1    |
| dont neige (cm)        | 0        | 0        | 0        | 0,3      | 11,1    | 0        | 0,4      | 3,2      | 0,41    | 3,54    | 0       | 0        | 18,95    |
| Rec. de pl. (mm) date  | 131 2007 | 180 1976 | 135 2008 | 112 1998 | 64 1992 | 171 1976 | 45 2006  | 91 2013  | 55 1976 | 90 1993 | 29 1999 | 135 2011 | 180 1976 |
| J. avec préc.          | 4        | 4        | 6        | 6        | 7       | 9        | 7        | 7        | 7       | 7       | 4       | 5        | 73       |
| Hum. rel. (%)          | 38,2     | 43,2     | 49,4     | 53,2     | 61,6    | 66,8     | 64,8     | 56,4     | 50,8    | 44,2    | 41      | 39,2     | 50,7     |

| Diagramme climatique                                  |              |              |             |             |             |             |             |             |             |              |              |
| J                                                     | F            | M            | A           | M           | J           | J           | A           | S           | O           | N            | D            |
| 29,314,413,9                                          | 28,513,411,3 | 24,610,521,4 | 20,37,128,3 | 15,73,921,6 | 12,11,523,4 | 12,30,920,9 | 14,61,813,5 | 17,64,112,5 | 20,97,520,9 | 25,710,310,1 | 27,912,712,3 |
| Moyennes : • Temp. maxi et mini °C • Précipitation mm |              |              |             |             |             |             |             |             |             |              |              |

## Histoire
La ville fut fondée le 15 septembre 1865, étant l'endroit de débarquement des premiers colons gallois qui arrivèrent au pays. On estime d'ailleurs qu'un millier de personnes parleraient encore le gallois dans la région et ses alentours. Son nom est celui de Guillermo Rawson, ministre de l'intérieur de l'époque, qui favorisa l'immigration.

## Tourisme

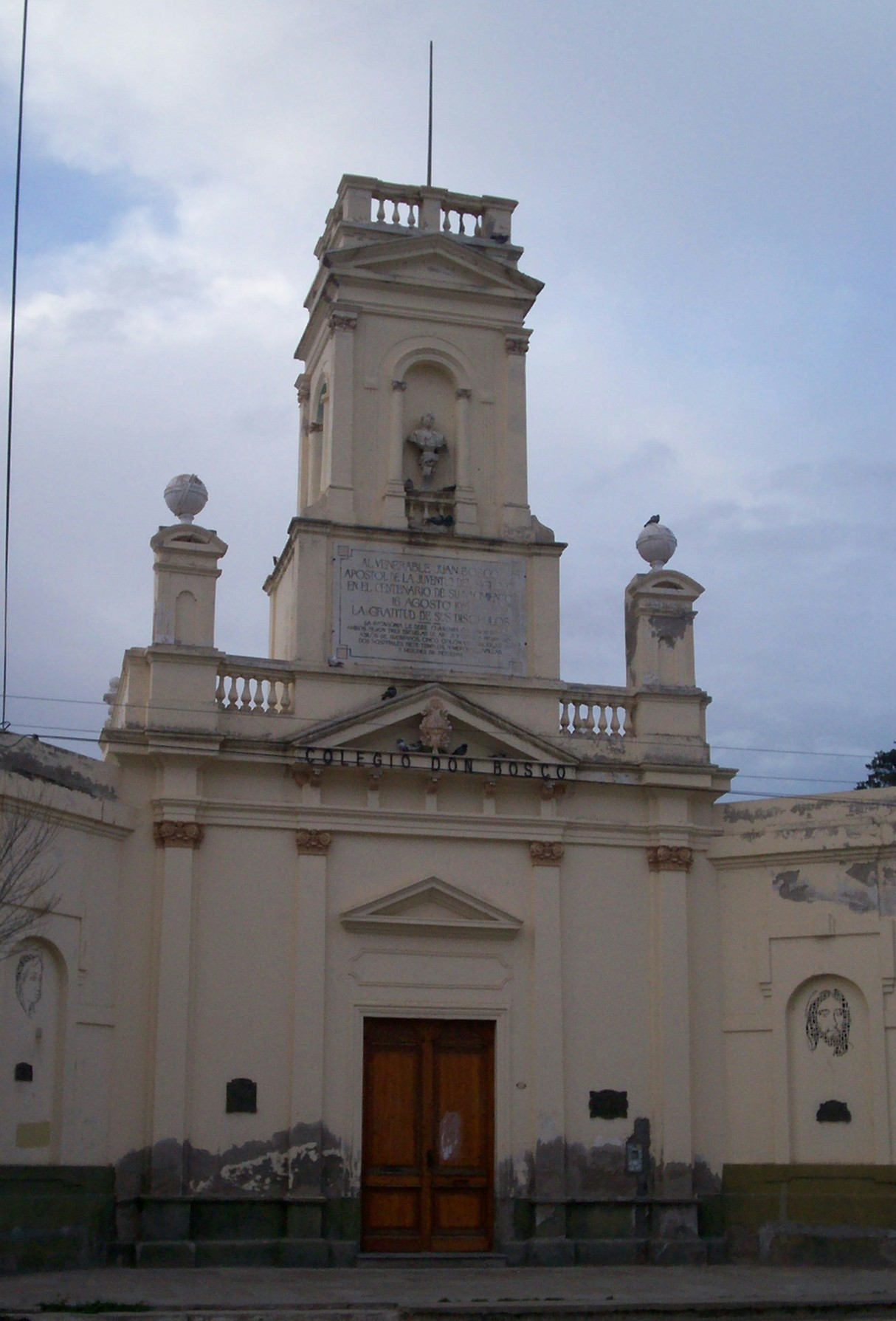
Façade du Collège des Salésiens.

On peut apprécier dans ses environs le port de pêche et des stations balnéaires, dont la ville balnéaire de Playa Unión, située à 5 km de Rawson.
A environ 3 km se trouve Puerto Rawson, port de pêche récemment agrandi, où l'on peut admirer la Flota amarilla ou « flotte jaune », composée de  bateaux de pêche dont les prises sont surtout des merlus ou colins et des langoustines.
Comme la ville voisine de Puerto Madryn, Rawson bénéficie aussi de l'écotourisme. Depuis le port de la ville on peut observer les dauphins de Commerson, un des plus petits cétacés au monde, qui se caractérise par sa coloration blanche et noire.